# Meyer Lansky
Pour les articles homonymes, voir Lansky.
Meyer Lansky (en russe : Мейер Суховлянский ) né le 4 juillet 1902 à Grodno dans l'Empire russe (aujourd'hui Hrodna en Biélorussie) et mort le 15 janvier 1983 à Miami en Floride est un mafieux américain d'origine juive. Surnommé dans les médias Mastermind of the Mob («le cerveau de la mafia»),, il fut durant de nombreuses années le trésorier du Syndicat national du crime, ce qui fit de lui un des plus riches et plus puissants chefs du crime organisé américain.
Partenaire de Lucky Luciano, Bugsy Siegel et Frank Costello dans une discrétion savamment entretenue, il était supposé avoir développé un empire du jeu aux États-Unis avec des casinos à Las Vegas, et à l'étranger à Cuba (durant l'ère pré-Castro), aux Bahamas et à Londres. Il faisait partie de la mafia juive (Yiddish Connection), il a eu une énorme influence sur la mafia italo-américaine et donc sur toute la criminalité, voire sur le monde civil ; cependant sa réelle influence a été mise en doute et lui-même a toujours nié ces accusations.
Un des agents du FBI qui enquêta sur ses activités déclara que Lansky était tellement brillant que « s'il n'avait pas été un criminel, il aurait pu être le PDG de General Motors [première entreprise américaine à l'époque] ». Il possédait une mémoire extraordinaire. Lors des nombreuses perquisitions du FBI ou d'autres autorités, aucun document écrit pouvant être utilisé contre lui par la justice n'a jamais été trouvé. Certains supposent que Lansky aurait conservé dans sa mémoire toutes les données sur ses avoirs illégaux. À tel point que, malgré de nombreuses mises en accusations, il n'a finalement jamais été condamné que pour paris illégaux.

## Biographie

### Jeunes années

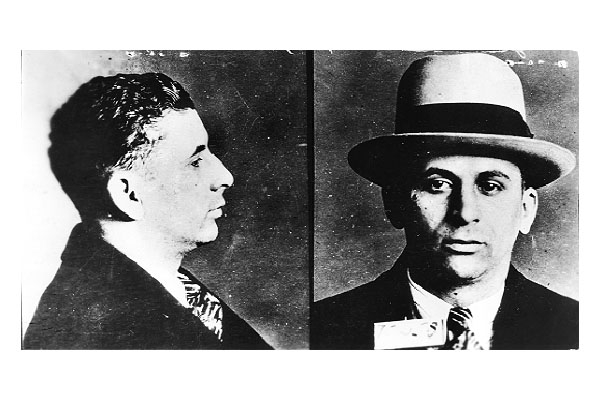
Photographie de la police de New York.

Il est né sous le nom de Maier Suchowljansky, à Grodno (à l'époque Empire russe, de nos jours Biélorussie) dans une famille juive victime des pogroms. Il émigre à New York en 1911 en passant par le port d'Odessa avec sa mère et son frère. Ils rejoignent son père qui a déjà émigré en 1909 et s'installent dans le Lower East Side de Manhattan. Durant son enfance, Lansky tire profit de l'observation des astuces des joueurs de craps dans la rue, tout en suivant des études religieuses. Adolescent, il rencontre Bugsy Siegel, futur mafieux juif de grande envergure, qui deviendra un ami et un de ses partenaires en affaires des plus fidèles. En 1918, il dirige une salle de jeu de craps, mais après que Lansky eut été diplômé en mécanique, lui et Bugsy se lancent dans le vol de voitures et leur revente, beaucoup plus lucratifs. 

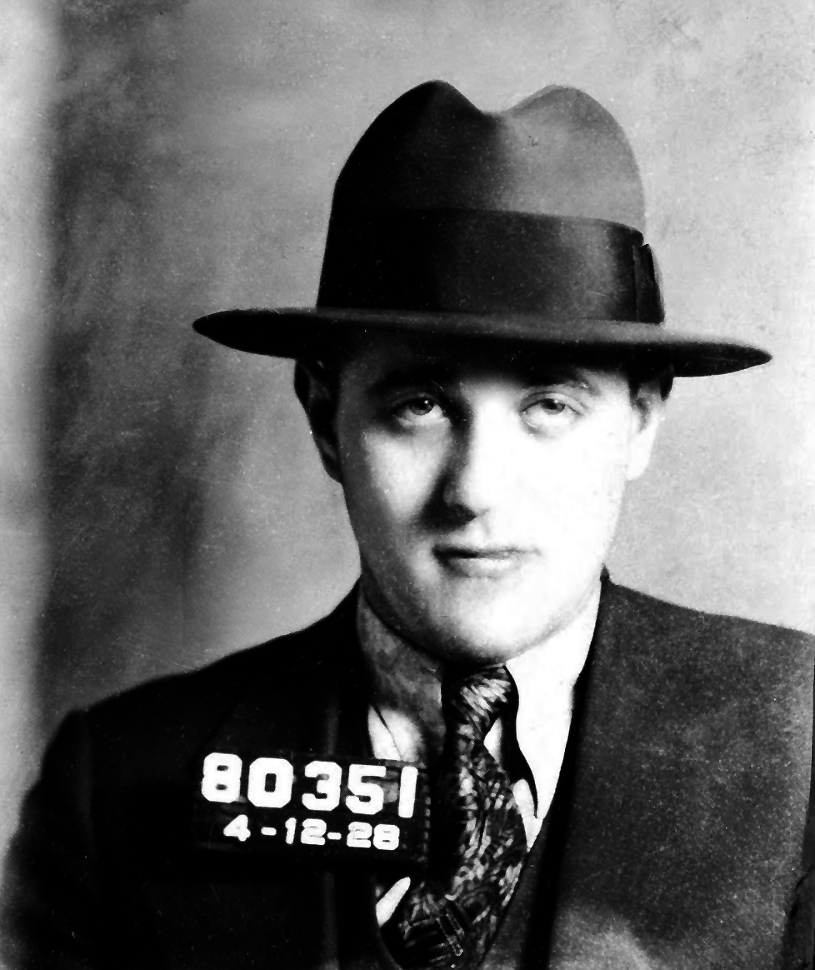
Bugsy Siegel le 12 avril 1928.

Lucky Luciano, futur fondateur de la Commission (conseil de la Mafia), raconta qu'il avait rencontré Lansky quand il rackettait les jeunes juifs du quartier pour leur « offrir sa protection ». Lansky aurait sèchement refusé cette proposition et son courage impressionna d'autant plus que son futur associé était (et resta) de petite taille, 1,58 m. Adolescent, il s'essaya sans succès au proxénétisme, tout en travaillant dans une manufacture, jusqu'en 1921. Avant la Prohibition, il organisa des gangs, avec d'autres juifs, afin de contrecarrer les gangs irlandais et italiens. Lansky et Bugsy Siegel devinrent de très proches associés, leur bande était connue comme The Bugs and Meyer mob. Ils rackettaient les commerçants, les immigrés et les prêteurs sur gages. Ils étaient considérés comme un des gangs les plus violents sévissant durant la prohibition.
Lansky est le frère de Jacob « Jake » Lansky, qui en 1959, dirige l'Hotel Nacional à la Havane à Cuba.

### L'ascension lors de la prohibition

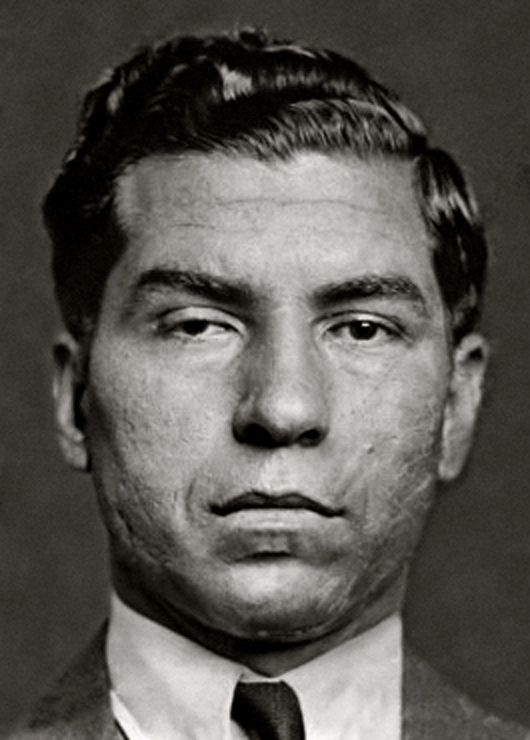
Lucky Luciano en 1936.

Arnold Rothstein, grand bookmaker et financier de la pègre, le remarqua et lui proposa, en 1921, de participer à son réseau de bootleggers. Lansky et Siegel connus sous le nom de Bugs and Meyer Gang collaborent alors avec Dutch Schultz. La coopération de Lansky avec Luciano devint ensuite très étroite et symbolisa les nouveaux liens entre groupes criminels juifs et italiens. Ils forment La Brodway Mob et fournissent en whisky de contrebande tous les bars clandestins de Manhattan à New York. Associés à Bugsy Siegel et Frank Costello, leurs trafics d'alcools, les cambriolages et leurs rackets leur assurèrent une grande influence et une large fortune. Bugsy Siegel crée une entreprise de location de voitures qui leur sert à dissimuler leurs activités de contrebande. Ils intègrent dans l'affaire Moe Sedway. À l'occasion, ils assurent le transport de marchandises pour d'autres partenaires de Rothstein dont notamment un pour Waxey Gordon en 1927. Mais le convoi est attaqué, trois personnes sont blessées par balles et la marchandise est volée. Gordon, fou du rage, veut s'en prendre à Lansky mais Luciano s'interpose.
Le conflit dégénère dans ce qui sera War of the Jews (La guerre des Juifs) lorsque Arnold Rothstein est assassiné en 1928. Deux factions s'opposent pour le contrôle du trafic d'alcool, d'un côté Waxey Gordon, de l'autre, The Brodway Mob. La guerre sera meurtrière des deux côtés. En 1932, Gordon met un contrat sur la tête de Siegel avec comme exécutants les trois frères Fabrazzo. Siegel survit et tue un des trois frères. Finalement, Lansky et Luciano trouvent un moyen pacifique pour mettre fin au conflit. En 1933, ils renseignent le procureur Thomas E. Dewey sur les revenus occultes de Gordon. En effet, ce dernier a du mal à justifier ses entreprises, ainsi que son train de vie, sachant qu'il ne paye pas d'impôts. La même année, il est condamné à dix ans de prison.
Lansky est aussi connu pour être un racketteur de syndicats de travailleurs et fait aussi pression sur les entrepreneurs par leurs intermédiaires. En 1927, lors de la quatrième guerre des syndicats de travailleurs, Lepke Buchalter et Jacob Shapiro assassinent leur ancien patron Jacob Orgen parce que ce dernier ne veut pas suivre les instructions de Lansky. Ils sont à la base du prototype de ce qui va devenir le Murder Incorporated. Créé par Lansky et Siegel, c'est une sorte de brigade de tueurs pour assurer les contrats d'assassinat, dirigée par Lepke Buchalter et Albert Anastasia. Lansky devient citoyen américain en 1928.
Il poussa ses coéquipiers à créer un pot commun pour corrompre les autorités et pouvoir poursuivre leurs activités. Doué pour les chiffres, il géra rapidement la comptabilité de leurs affaires.

### La guerre des Castellammarese
Lansky travaille en étroite collaboration avec Luciano mais ils ne peuvent se passer de Mustache Pete comme de Joe Masseria. Il commence à se créer une opposition entre les Grease Ball et les Young Turkey (qui peut se traduire par les jeunes sauvages). Masseria voit d'un mauvais œil la collaboration entre Luciano et Frank Costello, un calabrais. Mais encore plus lorsque les Italiens s'associent à des non-Italiens comme des juifs, qu'ils considèrent comme un risque majeur comme le Seven Group. En représailles, Luciano est enlevé par trois hommes armés, battu et poignardé mais il survit. Lors de l'affrontement pour la suprématie sur la scène du crime new-yorkaise entre Joe Masseria et Salvatore Maranzano, Masseria est finalement éliminé par Maranzano avec la complicité de Luciano sur les conseils de Lansky.
Lors de la guerre des Castellammarese, Lansky prodigua à Luciano (comme souvent au fil de leurs carrières) d'importants conseils, permettant à ce dernier de prendre une position dominante sur la scène mafieuse. Peu de temps après, Luciano, avec l'aide de la Bugs and Meyer Mob, décide d'éliminer Maranzano le 10 septembre 1931. Il joua ensuite un rôle de premier plan lors de l'élaboration de la Commission (ou Syndicat du crime).

### Retour au jeu: Création d'un empire
Après la fin de la prohibition, Lansky se recentre sur le jeu, investit massivement et, en 1936, ses activités s'étendent à l'échelle nationale, notamment en Floride et à la Nouvelle-Orléans, l'année même où son ancien partenaire Luciano est arrêté. Ces activités n'ont jamais été abandonnées, il reprend, après la mort de Dutch Schultz, le contrôle des loteries des quartiers italiens.
Effrayé par la condamnation d'Al Capone en 1931 pour évasion fiscale, Lansky réalise qu'il est lui-même en danger et décide, à partir de 1934 et grâce aux lois bancaires votées en Suisse, pour se protéger, de transférer ses bénéfices sur un compte numéroté dans une banque suisse. (Selon Lucy Komisar, il aurait acheté plus tard une banque off-shore et, au travers de tout un réseau de transactions financières, effectué du blanchiment d'argent de sorte que rien n'ait jamais pu être prouvé contre lui). 
En 1935, après une enquête, Lansky voit l'usine Luxol à Elberfeld fermer et son réseau de contrebande de Vienne démantelé. L'offre en drogue est satisfaite par de grandes expéditions d'héroïne en provenance de Shanghai, qui sont fabriquées dans des raffineries d'héroïne détenues par les triades chinoises et livrées par un réseau aux États-Unis.
Lorsque la Prohibition s'acheva, Lansky investit massivement dans le secteur du jeu. Il commença par les casinos de la cité thermale de Saratoga, où il s'était déjà implanté sous la férule de Rothstein, en association avec Frank Costello et Joe Adonis. Il paya grassement le gouverneur de Louisiane, Huey Pierce Long, pour que les mafieux new-yorkais puissent exploiter des hôtels-casinos à La Nouvelle-Orléans. Il répéta cette opération à Hot Springs dans l'Arkansas, dans le Kentucky et en Floride. Dans ce dernier État, il met en place un véritable empire du jeu autour de Miami mais, devant l'hostilité des autochtones, doit multiplier les dons à diverses associations pour se faire accepter.
Le succès de Lansky dans ce secteur est dû à deux éléments :
- Premièrement, Lansky et son réseau possèdent l'expertise technique pour diriger leurs affaires basées sur les connaissances en mathématiques et sur les théories du hasard de Lansky sur les jeux les plus populaires ;
- Deuxièmement, les relations mafieuses de Lansky assurent une sécurité juridique et physique à ses établissements contre les autres parrains du crime et les forces de l'ordre (notamment grâce aux versements de pots-de-vin).

### Rôle durant la Seconde Guerre mondiale
Le partenaire de Lansky, Luciano, est emprisonné en 1936. Il est remplacé par Frank Costello et siège à la "Commission" du syndicat national du crime en tant que chef de la famille Luciano et il est aussi le chef du syndicat national du crime. Luciano tente d'obtenir une remise de peine ou d'aller dans un centre de détention moins rigoureux. À la fin de 1941, les États-Unis entrent en guerre, l'activité des sous-marins allemands sur les côtes des États-Unis à partir de 1942 et les saboteurs allemands infiltrés sur le port de New York font beaucoup de dégâts. Luciano, par l'entremise de Lansky aurait proposé de travailler avec la marine des États-Unis ou leurs services secrets. En effet, l'US Navy est victime de sabotage et le succès croissant des sous-marins allemands inquiète l'état-major américain. Après une enquête du procureur de district Frank S. Hogan sur Joseph « Chaussettes » Lanza, les services secrets se rendent compte que Lanza contrôle Fulton Fish Market (marché au poisson de Fulton). Il est approché. Cependant, son influence sur le port n'est pas assez importante, en particulier en cas de grève des travailleurs portuaires, et Lanza suggère au renseignement militaire de la Marine de se tourner plutôt vers Luciano, beaucoup plus influent auprès des ouvriers sur les docks et de leur syndicat.
Le 11 avril 1942, a lieu un déjeuner dans le restaurant Longchamps de la West 58th Street avec Lansky, Moïse Polakoff (l'avocat de Luciano), le procureur de district Gurfein et l'officier du renseignement Carles Haffenden. Depuis son incarcération, Polakoff et Lansky ont beaucoup de mal à communiquer avec Luciano dans sa prison de Dannemora, ils proposent que Luciano soit envoyé à la prison de Sing Sing, mais cela leur est refusé. Une réunion est organisée le 12 mai 1942 dans la prison de Meadow à Comstock dans New York, où le service de l'Intelligence Navale a pu effectuer une réunion discrète avec lui. Grâce à cette collaboration plusieurs espions allemands sont arrêtés dans les zones portuaires. Lansky utilise aussi son réseau d'informateurs pour traquer les espions, mais il tient à ce que lui seul fasse l'intermédiaire entre ses informateurs et les services de renseignement de la navale. Ainsi, avec ses collaborateurs Vincent Alo, Johnny "Cockeye" Dunn et Eddie McGrath, il permet l'infiltration d'agents du renseignement naval parmi les travailleurs du port.
À la fin de la guerre, la marine américaine a toujours nié officiellement toute coopération avec Lansky, Luciano et d'autres membres du crime organisé.
En 1954, une enquête officielle menée par le juge d'instruction de l'État de New York, William B. Herlands, est arrivé à la conclusion que "Salvatore Lucania" et d'autres représentants importants de la mafia ont participé activement, au cours de la Seconde Guerre mondiale, à des activités militaires pour les États-Unis.

### Las Vegas: Le Flamingo

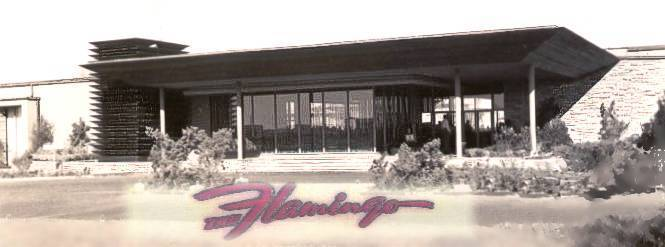
Hotel Flamingo en 1947.

Lansky et d'autres gangsters investissent dans la construction de l'hôtel et casino "Le Flamingo" à Las Vegas. La construction du bâtiment est supervisée par Bugsy Siegel. Lorsque le coût de construction est multiplié par six et que Siegel a également transféré 2 000 000 $ en Suisse, sa position est devenue intenable. Pour discuter du problème du Flamingo, les investisseurs se réunissent en secret à La Havane à Cuba. Alors que les autres chefs mafieux veulent tuer Siegel, Lansky met tout en œuvre pour donner une deuxième chance à son ami. Lors d'une deuxième réunion, entre-temps, le casino s'est mis à faire un peu de profit. Lansky, encore, avec le soutien de Luciano, arrive à convaincre les autres investisseurs de donner à Siegel encore plus de temps.
Mais Le Flamingo se remet à perdre de l'argent. Lors d'une troisième réunion, les autres investisseurs décident d'éliminer Siegel. Il est connu que Lansky lui-même a dû donner son accord final pour l'assassinat malgré sa longue amitié et son statut dans la mafia.
Le 20 juin 1947, Siegel est abattu à Beverly Hills en Californie. Vingt minutes après l'assassinat de Siegel, les associés de Lansky, dont Gus Greenbaum et Moe Sedway, rentrent dans le Flamingo et prennent possession des lieux. Selon le FBI, Lansky a obtenu un intérêt financier sur le Flamingo pour les vingt années suivantes. Lansky raconte dans plusieurs entretiens plus tard dans sa vie que s'il avait été avec lui, « ... Ben Siegel serait en vie aujourd'hui »
Cet événement marque un transfert de pouvoir des familles du crime de New York vers le Chicago Outfit sur Las Vegas. Bien que son rôle se soit considérablement amoindri par rapport aux années précédentes, Lansky est censé avoir conseillé et aidé le parrain de Chicago, Tony Accardo, à s'établir dans la ville

### Cuba
Après la fin de la Seconde Guerre mondiale, en 1946, Lucky Luciano bénéficie d'une libération à la condition qu'il retourne de manière définitive en Sicile. Cependant, Luciano se rend secrètement à Cuba, où Lansky organise une réunion des principaux chefs mafieux du pays, appelé la « conférence de La Havane ». Cette réunion du Syndicat national du crime a lieu le 22 décembre 1946 au Nacional Hotel. Cette conférence est la plus importante depuis la conférence d'Atlantic City en 1929 et celle de la réunion de Chicago de 1932. Étaient présents à cette réunion, Joe Adonis, Albert « The Mad Hatter » Anastasia, Frank Costello, Joseph « Joe Bananas » Bonanno, Vito Genovese, Moe Dalitz, Tommy Lucchese, tous de New York, Santo Trafficante Jr. de Tampa, Carlos Marcello de La Nouvelle-Orléans et Stefano Magaddino, un cousin de Joe Bonanno de Buffalo. Tony Accardo, et les frères Fischetti, Charlie « Trigger-Happy » et Rocco représentent Chicago tandis que les intérêts de la Kosher Nostra sont représentés par Lansky, Dalitz et Phil « Dandy » Kastel de Floride. Le premier arrivé est Luciano, déporté en Italie et qui est venu à La Havane avec un faux passeport. Lui et Lansky partagent la même vision pour la Nouvelle Havane, souhaitant investir massivement de manière légitime dans le secteur du jeu.
Les différents intervenants travaillent à réorganiser les opérations de la mafia américaine pour les prochaines décennies, dont notamment la structuration du trafic de drogue entre l'Europe et les États-Unis. Selon le témoignage de Luciano, il est confirmé comme grand parrain de la mafia, qu'il doit diriger depuis Cuba avant de trouver un moyen pour rentrer légalement aux États-Unis. Des stars du monde du spectacle sont aussi présentes à la réunion, comme Frank Sinatra qui est venu avec ses amis, les frères Fischetti.
Luciano dirige de nombreux casinos avec l'assentiment du président Fulgencio Batista, bien que le gouvernement américain exerce des pressions sur le régime de Batista pour déporter Luciano. En 1947, Luciano doit quitter Cuba après que le gouvernement américain a menacé Cuba de suspendre ses livraisons de fournitures médicales.

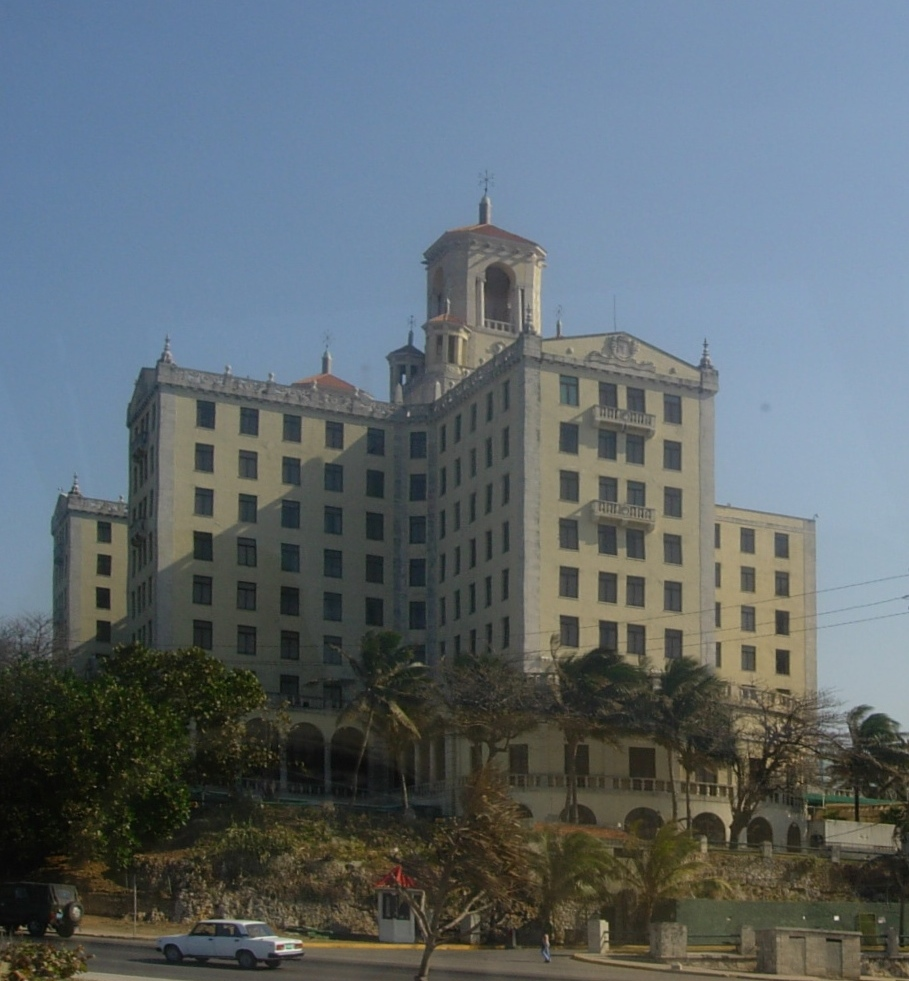
Hôtel Nacional, lieu de la conférence de la Havane en 1946, lieu de résidence de Lucky Luciano et plus tard possédé par Meyer Lansky.

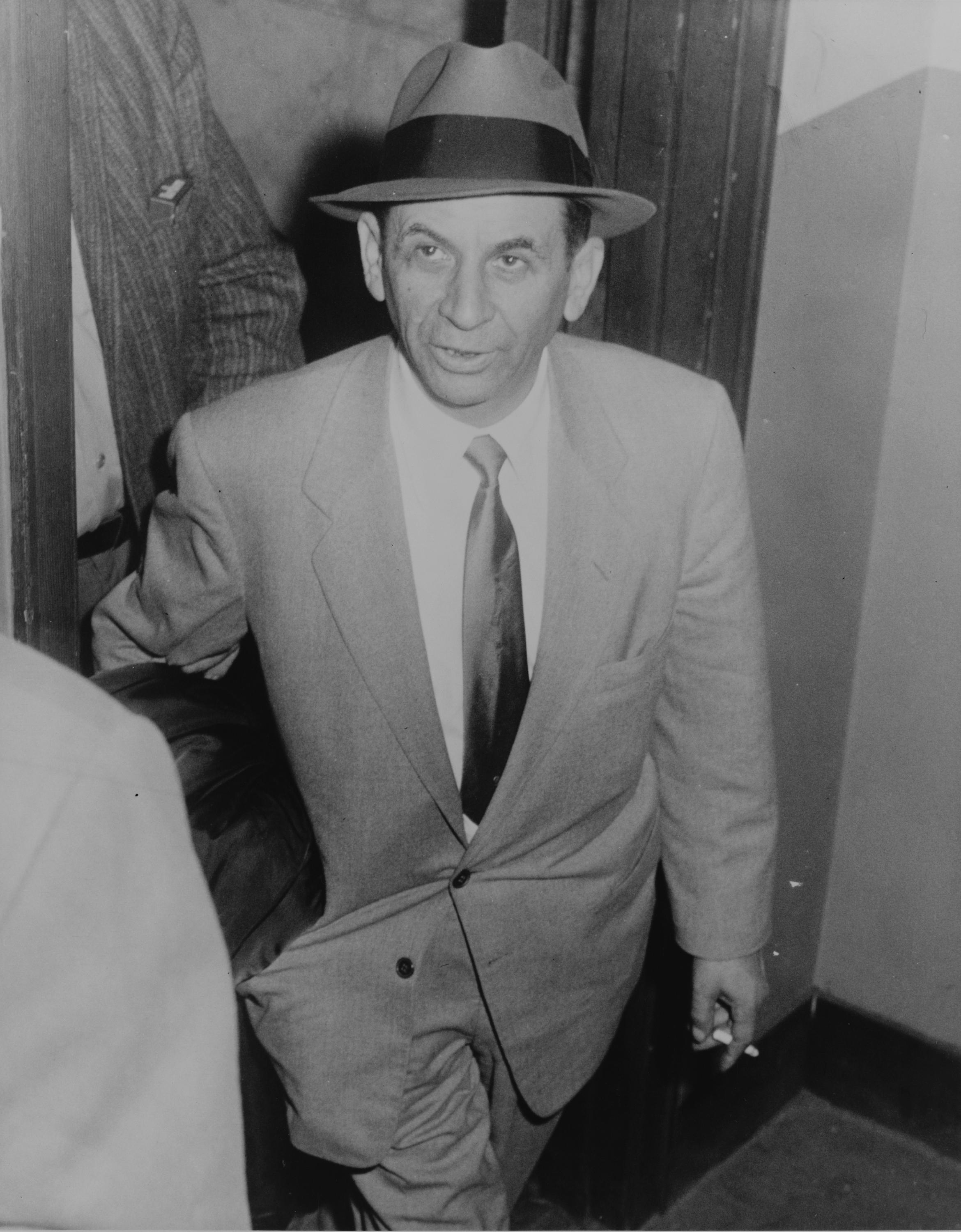
Meyer Lansky à New York en 1958.

Un des plus proches amis de Batista dans la mafia est Lansky. Ils sont amis et ont fondé une solide association dans les affaires qui durera une décennie. Durant un séjour au Waldorf-Astoria à New York vers la fin des années 1940, un accord mutuel est conclu : en échange d'intérêts et de commissions, Batista aurait offert à Lansky et à la mafia le contrôle des casinos et des champs de course de la Havane. En 1952, Lansky offre au président Carlos Prío Socarrás un pot-de-vin de 250 000 $ pour que Batista revienne au pouvoir. Une fois que Batista est de nouveau au pouvoir, il relance le secteur du jeu. Le dictateur contacte Lansky et lui offre un salaire annuel de 25 000 $ pour être un ministre officieux du secteur des jeux.
En 1955, Batista change de nouveau les lois réglementant les jeux, garantissant une Licence de jeu  à quiconque investirait au moins 1 million $ dans un hôtel ou 200 000 $ dans un night-club. Lansky tient, du fait de sa relation avec Batista, une position centrale dans le secteur du jeu à Cuba. À la différence des procédures pour acquérir une Licence de jeu à Las Vegas, les investisseurs n'ont pas à justifier de l'origine des fonds. Tant que les investisseurs font les investissements nécessaires, ils bénéficient en contrepartie de la part du gouvernement d'une exonération fiscale de dix ans, d'aides pour la construction des bâtiments et d'une exonération de taxes pour l'importation de l'équipement et l'ameublement des établissements. En contrepartie, le gouvernement perçoit 250 000 $ pour chaque licence accordée, plus un pourcentage sur les profits de chaque casino.
Les 10 000 machines à sous de Cuba, même celles qui dispensaient des petits prix pour les enfants dans les fêtes foraines, sont procurées  par la province dirigée par le beau-frère de Batista, Roberto Fernandez y Miranda de Batista. Le général d'armée et directeur sportif auprès du gouvernement, Fernandez, a même cédé tous les parcmètres de la Havane comme gage de bonne volonté.
Les droits d'importation ont été levés sur les matériaux pour la construction des hôtels et les entrepreneurs cubains ont eu le droit « exceptionnel » de faire importer beaucoup plus de matériel que nécessaire et la vente de ce matériel excédentaire a engendré des bénéfices considérables. Il s'est murmuré qu'en plus des 250 000 $ pour obtenir la licence de jeu, des dessous de tables auraient pu été versés à des politiciens corrompus.
Lansky, en misant sur la rénovation du Montmartre Club, a fait une excellente affaire qui est vite devenu le lieu in de La Havane. Il a également longtemps souhaité installer un casino dans l'élégant Hôtel Nacional, qui donnait sur le Malecón. Lansky a planifié de prendre une aile de l'hôtel sur dix étages afin d'y créer des suites de luxe pour très gros joueurs. Batista approuve l'idée de Lansky, malgré les objections des expatriés américains tels que Ernest Hemingway, et l'élégant hôtel ouvre ses portes en 1955 avec un spectacle donné par Eartha Kitt. Le casino est un succès immédiat. À cette époque, il est le plus gros hôtel-casino au monde hors de Las Vegas.
Une fois que tous les nouveaux hôtels, discothèques et casinos ont été construits, Batista s'est empressé de recueillir sa part des bénéfices. La nuit, Batista envoie son collecteur récupérer 10 % sur la part de Santo Trafficante pour le cabaret Sans Souci et des casinos dans les hôtels de Séville-Biltmore, Commodoro, Deauville et Capri (détenu en partie par l'acteur George Raft). La part de Lansky dans les casinos comme le Habana Rviera, le Nacional, le Montmartre Club et d'autres est estimée à 30 %. Ce qu'a réellement rapporté au total comme gains et profits à Batista et à son entourage par la voie de la corruption n'a jamais pu être évalué. Mais les machines à sous seules ont rapporté environ 1 million $ sur le compte bancaire du régime.

#### Révolution cubaine
La révolution cubaine de 1959 et l'arrivée de Fidel Castro au pouvoir refroidissent les investissements de la mafia à Cuba. Au jour de l'an de 1959, alors que Batista se prépare à fuir en République Dominicaine et puis en Espagne (où il meurt en exil en 1973), Lansky célèbre les 3 millions $ de chiffre d'affaires pour la première année d'activité de son hôtel de 440 pièces ayant coûté 18 millions $, the Habana Riviera. Beaucoup de casinos, incluant ceux appartenant à Lansky sont pillés et détruits cette nuit-là.
Le 8 janvier 1959, Castro envahit La Havane et s'installe au Hilton. Lansky s'enfuit dès le lendemain pour les Bahamas et d'autres destinations des Caraïbes. Le nouveau président cubain, Manuel Urrutia Lleó, ferme les casinos. Avec le départ de Fulgencio Batista et l'arrivée de Fidel Castro, pour maintenir ses activités criminelles et lucratives, il tenta sans succès de corrompre le nouveau dirigeant pour tenter de rester sur l'île en échange de construction d'hôpitaux et d'écoles.
En octobre 1960, Castro nationalise les hôtel-casinos et déclare les jeux illégaux. Cela entraîne une saisie des actifs de Lansky et le tarissement de ses revenus de Cuba. Il perd environ 7 millions $. Avec la faillite des casinos de Miami, Lansky est forcé de se rabattre sur ses seuls revenus de Las Vegas. Il déclare à sa mort que la révolution cubaine l'a ruiné.  Lansky offre un million de dollars a qui tuera Fidel Castro et met ses réseaux cubains au service de la CIA pour préparer l'invasion de la baie des cochons.

### Retour aux États-Unis
Lansky et ses associés retournent aux États-Unis et se réorganisent en Floride. Lansky renoue avec un vieil associé datant de la Prohibition, John Pullman, qui fondera la Bank of World Commerce en 1961 dans les Bahamas. Pullman est en étroite relation d'affaire avec la Banque de Pelgrine, qui est à son tour utilisée par Meyer Lansky.
Avec son retour, Lansky est sous l'étroite surveillance du FBI et il est mis sur écoute. Par exemple, au printemps 1962, après avoir été hospitalisé pour des problèmes cardiaques à l'hôpital Trafalgat, la chambre d'hôtel qu'il a réservée est truffée de micros. Le FBI tente d'investir son entourage et il est ouvertement observé par leurs agents. Il arrive même à Lansky de parler avec eux de morale ou d'autres choses.
Dans les années 1960, Lansky se retire du jeu au Nevada lorsque Howard Hughes rachète tous les casinos de Las Vegas pour des raisons fiscales. Plus tard dans les années 1970, la mafia réinvestira Las Vegas par le biais des syndicats des camionneurs et Lansky servira d'homme de paille jusqu'en 1979, au moment où le FBI fera chuter tout le système. Lansky cède ses parts par l'intermédiaire de la Miami National Bank gérée par son partenaire de longue date, Samuel Cohen. Cohen sera reconnu coupable de conspiration en 1972 et condamné à un an de prison.
Dans les années 1950 et 1960, Lansky investit dans le trafic de drogue. D'une part, les profits du trafic y sont plus élevés et d'autre part, Luciano, depuis son expulsion vers la Sicile en 1946, a structuré le trafic international d'héroïne de l'Europe vers les États-Unis (la fameuse French Connection). Par ailleurs, Lansky tente de réinvestir dans la prostitution mais investit surtout dans les terrains de golf et les hôtels.

### La traque
En mars 1970, placé sous surveillance et traqué par le FBI, il est arrêté par la police pour possession de drogue et il est libéré contre une caution de 50 000 $. À l'été 1970, il choisit de s'installer en Israël avec sa seconde épouse Thelma "Teddy" (bien qu'initialement peu porté sur son identité juive), en bénéficiant de la loi du retour. Arrivé à l'aéroport de Lod, il obtient un visa de trois mois. Il est reçu par son vieil ami et partenaire en affaire, Joseph Stacher qui vit depuis 1965 à Herzliya. Lansky vit dans un hôtel de luxe de la ville, l'Accadia, dans l'appartement 337. Il fait déménager ses meubles de Miami. Il prévoit de s'installer à Ramat Aviv dans la banlieue de Tel Aviv dans une maison de la rue Oppenheimer, où le ministre des Transports, Shimon Peres a vécu.
Il entame une lutte difficile pour pouvoir rester en Israël, lutte qui dure 14 mois jusqu'à ce que le ministre de l'Intérieur israélien, Yosef Burg, refuse de prolonger son permis de séjour, la veille de Yom Kippour, décision motivée par un mandat d'arrêt émis par les États-Unis pour des accusations de paris clandestins. Le gouvernement israélien a cru que Lansky voulait continuer ses activités illégales en Israël et dans tout le Moyen-Orient, surtout après les arrestations de mafieux comme Benjamin Spiegelblum (alias Ziegelbaum), Bernard Rosa et Jacob Markus lors d'une réunion d'affaires en relation avec Lansky. Ces derniers sont expulsés le 31 mai 1971. Lansky engage un avocat bien connu, Yoram Alroy, pour contrer son expulsion à venir. Le 3 septembre 1971, il donne à la télévision israélienne un entretien.
Lansky fait de généreux dons à Israël ou à des institutions juives aux États-Unis et prétend vouloir investir plusieurs millions de dollars dans l'économie israélienne, mais rien n'y fait : la Première ministre israélienne, Golda Meir, refuse son immigration, déclarant que l'arrivée d'un criminel dangereux était indésirable (il est avec Joseph Joanovici et Robert Soblen l'un des trois seuls juifs qu'Israël n'a jamais accepté). Il est expulsé d'Israël le 5 novembre 1972. À la suite de son expulsion, Israël a voté une loi interdisant aux criminels de bénéficier de la loi du retour. Après un long périple en avion passant par la Suisse, l'Argentine, le Brésil et le Paraguay, d'où il est expulsé par le gouvernement, il atterrit en Floride, où il est arrêté par le FBI.

### Dernières années et décès
En 1973, une cour fédérale tente une troisième fois de l'inculper pour prêt à taux usuraire à cause du témoignage d'un informateur repenti, Vincent "Fat Vinnie" Teresa. Également accusé d'outrage au tribunal et fraude fiscale, il s'en sort sans condamnation le 3 novembre 1976, notamment à cause du peu de crédibilité du témoignage du fait de l'appartenance de Teresa à la famille Patriarca de Boston.

Meyer Lansky promenant son chien à Miami en 1975.

Après son non-lieu, Lansky est constamment sur ses gardes, il rencontre ses amis ou partenaires en affaires seul, dans des lieux publics ou des centres commerciaux. Quand il est en voiture avec son chauffeur, il est toujours à l’affût de trouver des cabines publiques pour pouvoir téléphoner. Vers la fin des années 1970, le FBI abandonne finalement la surveillance de Lansky. Ses principaux associés à cette époque sont Samuel Cohen et Alvin Malik.
Le 11 octobre 1977, le beau-fils de Lansky, Richard Schwartz, 48 ans, est abattu derrière son restaurant le Bay Harbor Islands. Cet assassinat est en représailles à l'assassinat de Craig Teriaca, 29 ans, à la suite d'une altercation survenue dans un club de Miami tenu par Alvin Malik, entre lui et Craig Teriaca, apparemment le 30 juin 1977, dans le Club le Miami Beach Forge Restaurant. Craig Teriaca est le fils du gangster Vincent Terriaca, qui a vraisemblablement vengé la mort de son fils.
Lansky demande la nationalité israélienne pour y immigrer, mais sa requête est rejetée sur pression des États-Unis et il passe ses dernières années à Miami. À un âge avancé, Lansky résumera son action par une citation célèbre « J'ai appris trop tard qu'il est beaucoup plus facile et plus rentable de voler de l'argent aux gens de manière légale que de manière illégale » Un cancer des poumons lui est diagnostiqué le 15 novembre 1982. Lansky, qui a toujours été un gros fumeur, voit une partie de ses poumons enlevée afin de prévenir la formation de métastases. Mais le cancer s'étend au diaphragme, puis à l'ensemble des reins et à la colonne vertébrale. Il commence une chimiothérapie, ce qui ralentit la progression du cancer mais lui fait perdre la voix et l'appétit. Il passe ses derniers jours à l'hôpital Mount Sinaï de Miami. Malgré son état de faiblesse, il résiste quelque temps mais finit par demander à sa femme : « Let me go » (laisse-moi partir). Il meurt le 15 janvier 1983, à l'âge de 80 ans, sans jamais être allé en prison. Il est enterré au cimetière du Mont Nebo, 5900 SW 77th Ave à Miami.

### Postérité
Il laisse derrière lui, une veuve (Thelma « Teddy » Sheer Lansky (née Schwartz; † 1997) et trois enfants. Il divorce de sa première épouse en 1946. Officiellement, Lansky ne possède presque rien et sa femme a même des problèmes pour payer les factures d'hôpital. À cette époque, le FBI estime sa fortune à 300 millions $, cachée sur des comptes numérotés, mais elle n'a jamais été découverte. En septembre 1982, le magazine Forbes le cite parmi les 400 personnes les plus riches des États-Unis.
Selon le biographe Robert Lacey (en), la situation financière de Lansky lors des deux dernières décennies de sa vie s'est considérablement dégradée, il en découle qu'il a des problèmes pour payer les soins médicaux pour son fils handicapé qui, en vérité, meurt dans la pauvreté. Lacey estime que son influence et ses revenus occultes dans les cercles de la mafia ont été grandement exagérés. Pour Lacey, il n'y a pas de preuves « pour soutenir le fait que Lansky soit un génie du mal, le cerveau, le tireur de ficelle, l'inspirateur et le parrain du crime organisé ». En tout cas, à ce jour, le FBI n'a jamais trouvé les 300 millions $ de sa fortune présumée. Il conclut en fonction des preuves qu'il a rassemblées, notamment des interviews des membres survivants de la famille, que la richesse de Lansky et son influence ont été grandement exagérées et qu'il était plus un comptable pour les gangsters qu'un gangster lui-même. Sa petite-fille raconte à l'auteur T.J English qu'au moment de sa mort en 1983, Lansky laisse un héritage de 57 000 $ en cash,. Sur les dernières années de la vie de Lansky, quand les journalistes lui demandent ce qui n'a pas fonctionné à Cuba, Lansky ne se donne aucune excuse « I crapped out » (« j'ai échoué »). Lansky va jusqu'à affirmer qu'il avait perdu jusqu'aux derniers pennies à Cuba.
Hank Messick, un journaliste du Miami Herald qui a enquêté durant des années sur Lansky, explique que la clef pour comprendre Lansky, ce sont les gens qui l'entourent. Il explique que « Meyer Lansky ne possède pas de biens propres, il possède les gens ». D'après le témoignage du procureur de Manhattan, Robert Morgenthau, la réalité concernant Lansky est qu'il a gardé d'énormes sommes d'argent auprès de prête-nom durant des décennies et il ne possède quasiment rien à son nom. Récemment, la propre fille de Lansky, Sandra, a témoigné que son père avait effectué un transfert de 15 millions $ sur le compte de son frère au début des années 1970, lorsque Lansky a eu des problèmes avec les impôts. Savoir combien il possédait réellement restera sans doute un mystère mais, selon toute vraisemblance, il n'est pas mort ruiné.
Lansky, à la différence de Cosa Nostra, n'a pas construit la Kosher Nostra pour transmettre le pouvoir à sa disparition. Aucun de ses enfants n'a été impliqué dans ses affaires illicites. Mais un avocat de Miami, Alvin Malnik (en), est aujourd'hui considéré comme l'héritier de son business. Il le connaît depuis les années 1950 lorsqu'il a défendu contre l'administration fiscale. Il a par ailleurs épousé une nièce de Lansky. En 1983, Le Reader's Digest le qualifie comme son « héritier présumé ».
Meyer Lansky est incontestablement l'un des mafieux les plus habiles et intelligents de l'histoire du crime.
En 2015, à la suite du réchauffement diplomatique des relations entre les États-Unis et Cuba, des Américains ont effectué des réclamations pour des biens nationalisés après la révolution cubaine. Parmi eux les descendants de Lansky, qui réclament un dédommagement pour l'hôtel-casino « Le Havane » qu'a construit Meyer Lansky pour un montant de 7 millions $ et ouvert juste un an avant que Fidel Castro ne prenne le pouvoir et confisque tous les avoirs américains. Les requérants sont le petit-fils de Lansky, Gary Rapoport, sa mère et son oncle.

## Vie privée
Il a trois enfants : Sandra Lansky Lombardo, Paul Lansky, Buddy Lansky.

## Meyer Lansky dans la culture populaire

### Au cinéma
- Francis Ford Coppola, dans le deuxième opus du Parrain, représente Meyer Lansky par le personnage de Hyman Roth, l'homme de la mafia juive qui essaye de couler la famille Corleone. Dans le film, il essaye de rejoindre Israël et de faire participer Michael Corleone dans les casinos de La Havane. Lansky téléphona lui-même à Lee Strasberg (qui obtient une nomination aux Oscars pour son rôle) pour le féliciter de sa performance dans le film, se souvient Anna Strasberg, la veuve de Lee. Lansky lui dit « Vous m'avez bien joué » et en ajoutant « Pourquoi ne pas m'avoir rendu plus sympathique ? » [35].
- Maximilian « Max » Bercovicz, le gangster joué par James Woods est inspiré par Bugsy Siegel et Noodles joué par Robert De Niro dans l'opus de Sergio Leone Il était une fois en Amérique est inspiré par Meyer Lansky.

Il est également incarné à l'écran par :
- Mark Rydell dans le film Havana en 1990.
- Ben Kingsley dans le film Bugsy de Barry Levinson en 1991.
- Patrick Dempsey dans le film Les Indomptés en 1991.
- Dustin Hoffman dans le film Adieu Cuba réalisé par Andy García en 2005.
- Harvey Keitel dans le film Lansky réalisé par Eytan Rockaway en 2020.

### À la télévision
- Richard Dreyfuss dans le téléfilm Le Manipulateur (Lansky) en 1999[34].
- Anatol Yusef dans la série Boardwalk Empire depuis 2010.
- Patrick Fischler dans la série Mob City (2013).
- Dorin Andone dans le téléfilm La Malédiction d'Edgar de Marc Dugain (2013).

### Livres
- Lansky, by H. Messick. Berkeley, 1971.
- Yiddish Connection, by R.Cohen

## Compléments